# 29erXX
Le 29erXX est une classe de skiff dessinée par Julian Bethwaite, et Jen Glass à San Francisco.
Il est très semblable à son prédécesseur, le 29er avec la même coque. La nouvelle version présente un plus grand mât, un spinnaker qui monte le mât au complet et de plus grandes voiles.
La première compétition de 29erXX a eu lieu les 24 et 25 août 2006 à Cork. La régate, comptant 9 équipes a été remportée par Trevor Parekh et Marc Farmer, avec Jen Glass en deuxième place.
En 2009 une seconde version a été mise au point. Son gréement se rapproche énormément de celui du 49er V2.

## Dimensions
- Longueur : 4,45 m[2] (flottaison)
- Longueur Hors tout : 6,15 m
- Largeur : 1,70 m
- Bout-dehors : 1,7 m
- Poids de la coque nue : 70 kg
- Poids complet : 83 kg

## Plan de voilure
- Surface de Grand-voile + Foc : 15,6 m2
- Surface de Spi asymétrique : 19 m2

## Autres
- Poids idéal de l'équipage : 120-140 kg
- Rating FFV 2009 pour régate en intersérie : 850